# Heirbaan Antiochië-Chalcis

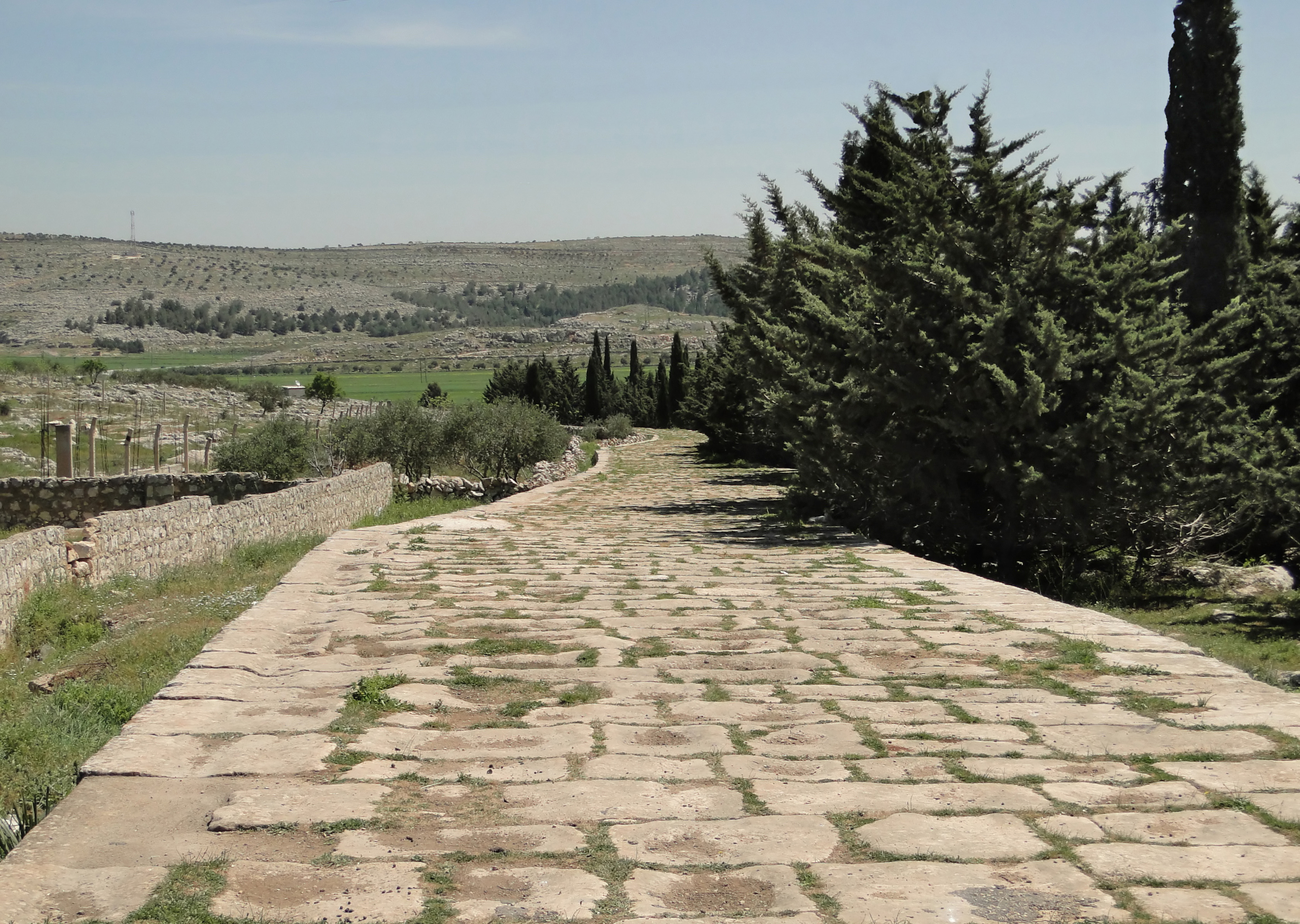
Rest van de heirbaan Antiochië-Chalcis ad Belum in Syrië

De heirbaan van Antiochië naar Chalcis ad Belum was een belangrijke Romeinse weg. De huidige naam van Antiochië is Antakya in Turkije, en de huidige stad die het dichtst bij Chalcis/Chalkis ad Belum ligt, is Qinnarsin in Syrië. De heirbaan liep dwars door de provincie Syria Prima en was van strategisch belang. De heirbaan verbond immers de Romeinse metropool Antiochië aan de rivier Orontes met de handelsstad Chalcis aan de rivier Belus of Belos, thans Quweiq genoemd. Zo ontstond een connectie tussen de Orontes nabij de Middellandse Zee met het woestijngebied in centraal Syria. 
Door Chalcis ad Belum liep er een tweede heirbaan die parallel verliep met de oostgrens van het Romeinse Rijk en dit doorheen de woestijn. Die tweede heirbaan verbond de stad Beroea, tegenwoordig Aleppo in Noord-Syrië, met de stad Apamea in Zuid-Syrië, een stad die ook aan de Orontes ligt. 
Het militair belang van de heirbaan Antiochië – Chalcis werd duidelijk in Julianus' Perzische Veldtocht, waarbij keizer Julianus met zijn troepen doorstootte naar de Eufraat via deze heirbaan.
Van de heirbaan Antiochië – Chalcis is in haar Turkse deel niets meer bewaard. In Syrië bestaan er nog stukken van de weg, omdat de ondergrond rotsachtig is. Het meest duidelijke stuk van de heirbaan is terug te vinden bij de voormalige Romeinse stad Imma, tegenwoordig Tall 'Aqibrin in Syrië. Dit stuk heirbaan nabij Tall 'Aqibrin maakt geen deel uit van het UNESCO Werelderfgoed; de 40 verlaten Romeinse en Byzantijnse dorpen in de buurt vormen wel UNESCO werelderfgoed (Oude dorpen van Noord-Syrië).